# Monja gris
La monja gris (Nengetus cinereus) és un ocell de la família dels tirànids (Tyrannidae) l'única pertanyent al gènere Nengetus; fins a l'any 2020 era col·locada en el gènere Xolmis. És nativa d'Amèrica del Sud.

## Descripció
Mesura 23 cm de longitud. L'iris és vermell. Per dalt és de color gris cendra amb una ampla llista superciliar blanca, les ales són negres amb una taca blanca a la base de les primàries visible en vol com un pegat blanc, la cua és negra amb puntes blanques. La gola és blanca amb estries malars negres, el pit és gris i el ventre blanc. Ambdós sexes són iguals.

## Hàbitat i distribució
Habita camp obert, sovint a prop de l'aigua, ciutats i cerrado a les terres baixes, des de Surinam, cap al sud, a través de l'Amazònia, est i sud-est del Brasil, extrem sud-est del Perú, nord, est i sud-est de Bolívia i Paraguai fins al nord de l'Argentina.

## Comportament
És un ocell visible, que roman actiu durant la calor del dia, enfilat en arbustos, arbres baixos, pals de tanques o filats, saltant a terra per capturar insectes, ocasionalment caça en vol o fins i tot corre per terra. El vol és ràpid, directe i graciós.

### Reproducció
Se sap poc sobre els hàbits reproductius. Es van trobar nius al Brasil al gener, a l'Argentina al desembre, a l'Uruguai a l'octubre i novembre; pollets a Surinam al desembre. Executa un vol d'exhibició ondulat, una tombarella repetida abans de retornar al penjador. El niu és una tassa oberta de tiges i branquetes, folrada amb arrels, plomes i pèls, col·locat en un arbre, aparentment també fa servir forats. La niuada és de dos a tres ous. Pateix parasitisme de posta pel vaquer lluent (Molothrus bonariensis).

### Vocalització
És força callada, a l'època d'aparellament, el mascle emet un suau «pii, priu».

## Sistèmica
L'espècie N. cinereus va ser descrita per primera vegada pel naturalista francès Louis Jean Pierre Vieillot el 1816 sota el nom científic Tyrannus cinereus; la localitat tipus és: «Amèrica meridional, restringit posteriorment per a interior de Rio de Janeiro, Brasil».
El gènere Nengetus va ser proposat pel naturalista britànic William Swainson el 1827, que va definir Tyrannus nengeta com l'espècie tipus, en realitat un sinònim de la present, descrita amb anterioritat.

### Etimologia
El nom genèric Nengetus prové del nom de l'espècie Tyrannus nengeta (Swainson, 1826), sinònim de la present, el nom «nengeta» al seu torn, prové del tupí «guirà nheengetá» utilitzat per designar un ocell sibilant desconegut, potser un tirànid; i el nom de l'espècie «cinereus» en llatí significa “de color gris cendra”.

### Taxonomia
Aquesta espècie va estar tradicionalment col·locada en el gènere Xolmis. Els estudis genètics recents d'Ohlson et al. (2020) i Chesser et al. (2020) van concloure que la present espècie estava emparentada amb Myiotheretes i el clade format per ambdues era proper d'un altre clade integrat per les llavors Xolmis rubetra, Xolmis coronata i Neoxolmis rufiventris, i distant dels altres Xolmis. Els autors van proposar agrupar tot el clade en un gènere ressuscitat Nengetus, el nom més antic disponible. No obstant això, el Comitè de Classificació de Sud-americà (SACC) a la Proposta No 885 de setembre de 2020, va preferir restringir Nengetus amb prou feines per a aquesta espècie pel fet que crearia un grup bastant heterogeni, afectant l'estabilitat taxonòmica. La monja grisa és una espècie àmpliament disseminada, amb plomatge distintiu que habita en espais oberts. Aquesta distinció queda evident en la profunda divergència genètica amb les altres espècies al clade. A banda d'aquests aspectes, la monja grisa no camina a terra amb regularitat, o mai (com ho fan les altres espècies a Neoxolmis) i habita en àrees generalment més baixes i humides (aconseguint les majors altituds al sud del Brasil, un patró exhibit per molts ocells de la pampa), mentre les altres espècies són totes exclusives d'àrees àrides de l'extrem sud del continent.

### Subespècies
Segons les classificacions del Congrés Ornitològic Internacional (IOC), Clements Checklist/eBird v.2021 i ITIS es reconeixen dues subespècies:
- N. c. cinereus (Vieillot, 1816) – sud de Surinam (sabana Sipaliwini); est del Brasil (des d'Amapá i Maranhão al sud fins a Riu Gran del Sud), nord-est de l'Argentina (Missions) i l'Uruguai.
- N. c. pepoaza (Vieillot, 1823) – extrem sud-est de Perú (est de Mare de Déu) a través de Bolívia fins al sud-oest del Brasil (sud de Mato Grosso do Sul), Paraguai i nord de l'Argentina ( al sud fins a província de Tucumán i nord-est de Buenos Aires).